# Zapson, Bereg
Zapson (în ucraineană Запсонь, maghiară Zápszony) este o comună în raionul Bereg, regiunea Transcarpatia, Ucraina, formată numai din satul de reședință.

## Demografie
Componența lingvistică a comunei Zapson
     Maghiară (94,27%)
     Ucraineană (5,23%)
     Alte limbi (0,44%)
Conform recensământului din 2001, majoritatea populației comunei Zapson era vorbitoare de maghiară (94,27%), existând în minoritate și vorbitori de ucraineană (5,23%).